# Grigory Barenblatt
Grigory Barenblatt (ryska Григорий Исаакович Баренблатт, Grigorij Isaakovitj Barenblatt), född 10 juli 1927 i Moskva, död 22 juni 2018 i Moskva, var en rysk matematiker. Han sysslade framför allt med matematiken bakom mekaniken, såväl fluidmekanik och strömningslära som hållfasthetslära och teorin för gaser och vätskor i porösa media. Han studerade i Moskva under Kolmogorov, och var under senare delen av sitt liv professor vid University of California, Berkeley.